# 홀더 (프로게이머)
홀더(본명: 배재철, 1998년 6월 25일 ~ )은 대한민국의 리그 오브 레전드 프로게이머로 아이디는 Holder이다. 포지션은 탑 라이너이다.

## 선수 생활
2018년 1월 ES 샤크스에 입단하면서 프로 커리어를 시작했다. 2018 스프링 시즌 주전으로 출전했으나 팀의 챌린저스 포스트시즌 진출에는 실패했다.
2018년 6월, 로그 워리어스로 이적했다. 2018년 12월부터 2019년 5월까지는 2군팀인 로그 워리어스 샤크에서 활동했다.
2020 시즌 후 로그에서 퇴단했다.